# 山本捨三
山本 捨三（やまもと すてぞう、1910年〈明治43年〉- 没年不明）は、国文学者。熊本女子大学名誉教授。

## 略歴
滋賀県生まれ。1935年（昭和10年）京都帝国大学文学部国文科卒。関西学院大学助教授、相愛女子短期大学教授、熊本女子大学教授、名誉教授、大谷女子大学教授。

## 著書
- 『日本近代詩研究』三和書房 1954
- 『現代詩の視点』日本談義社 1961
- 『現代詩人論』桜楓社 1971
- 『現代詩の史的展望』桜楓社 1971
- 『海・山・人間 山本捨三詩歌集』熊本日日新聞情報文化センター 1984
- 『近・現代詩苑逍遥 朔太郎・順三郎・光晴ら』おうふう 1996
- 『丘南漢詩集』サンライズ出版 2004

### 共編著
- 『記号・言語・文学』林一夫共著 文教書院 1955
- 『大正の文学 研究と鑑賞』佐藤泰正,重松泰雄共編 桜楓社 1975